# Pio Teek
Pio Marapi Teek (* 23. Februar 1947 in Südwestafrika; † 10. August 2021 in Windhoek) war ein namibischer Richter und kommissarisch Ombudsmann.

## Beruflicher Werdegang
Vor der Unabhängigkeit Namibias 1990 war Teek als Advokat tätig und setzte sich vor allem für die Rechte der Schwarzen ein. Von 1990 bis 1992 war Tee kommissarisch erster Ombudsmann Namibias. 1992 wurde er der erste schwarze Richter am High Court. 1999 wurde er Präsident des Gerichts und am 28. Mai 2003 als Richter an den Supreme Court, den höchsten Gerichtshof des Landes, berufen. In diesem Amt blieb Teek bis zu seiner Pensionierung am 14. Oktober 2005.

## Privates
Teek war ab 2005 des sexuellen Missbrauchs von Kindern angeklagt. Nach 13 Jahren Verhandlung wurde er Ende 2018 von allen Vorwürfen freigesprochen. Er verklagte daraufhin den Staat, Staatsanwaltschaft und Polizei auf Wiedergutmachung über 23 Millionen Namibia-Dollar. Die Klage wurde schlussendlich im Jahr 2021, wenige Wochen vor seinem Tod, abgewiesen.